# Stefan Diez (Designer)

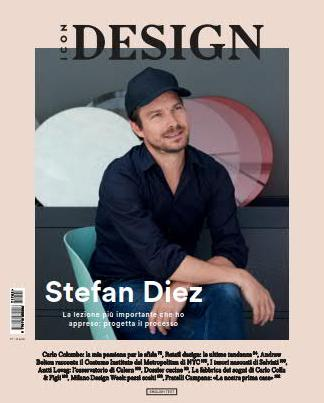
Stefan Diez in Icon Design, Mai 2017

Stefan Diez (* 21. Juni 1971 in Freising) ist ein deutscher Industriedesigner.

## Leben
Nach einem Architekturlehrgang und einer Schreinerlehre war Stefan Diez ein Jahr in Indien. Dort entwarf und baute er Möbel. Nach diesem Jahr studierte er von 1996 bis 2002 Industriedesign an der Staatlichen Akademie der Bildenden Künste Stuttgart. 1998 war er Assistent von Richard Sapper, danach bis 2002 für den Designer Konstantin Grcic in München tätig. 2003 machte er sich selbständig und eröffnete in München sein eigenes Designstudio, in dem er unter anderem Möbel, Essgeschirr, Taschen und Ausstellungsgestaltungen entwickelt.
Unter dem Ausstellungstitel Full House: Design by Stefan Diez präsentierte das Museum für Angewandte Kunst Köln 2017 eine umfassende Werkschau – angefangen bei der Werkstatt über die ersten Entwürfe bis hin zum Entwicklungsprozess von Möbeln, Leuchten, Accessoires und Alltagsgegenständen.
Von 2007 bis 2014 war er Professor an der Staatlichen Hochschule für Gestaltung Karlsruhe. Seit 2018 ist er Professor für Industriedesign an der Universität für Angewandte Kunst in Wien.

## Werke
- ausgewählte Werke:
  - MUDRA für BRUNNER chair family 2022
  - PLUSMINUS for VIBIA lighting system 2022
  - 4th WALL mit VIBIA UND VIELEN ANDEREN temporary installation 2021-2022
  - COSTUME für MAGIS modular sofa 2021
  - MOD für SAMMODE lighting system 2021
  - AYNO für MIDGARD lighting family 2020
  - SHIRO für SCHÖNWALD tableware 2019
  - HOUDINI 10 YEARS für E15 wooden chair family 2019
  - D1 für WAGNER office chair collection
  - FALLSTAFF für DANTE armchair 2018
  - NEW ORDER für HAY furniture system

## Auszeichnungen

### 2022
- 2022 AW Designer des Jahres[3]

### 2021
- The Good Design Gold Award for Costume by MAGIS
- German Design award 2022 for D2 by Wagner
- Archiproducts Design Awards for Costume by MAGIS with special mention for sustainability

### 2020
- Deutscher Nachhaltigkeitspreis – The National German Sustainability Award 2020 for AYNO by Midgard
- German Design Award in Gold 2020 for SHIRO by Schönwald
- German Design Award 2020, Excellent Product Design, for RGB by Burgbad

### 2019
- 2019 Wallpaper Design Award für Pendelleuchte „Guise“[4]
- 2019 Architectural Digest The Cleverest Awards 2019 for RGB by Burgbad[5]

### 2018
- 2018 Red Dot Best of the Best Award für Stuhl „D1“[6]

- Interior Innovation Award imm Cologne, winner of the „best of the best award“ for the product „D1“ by Wagner
- German Design Award 2018 winner for the product „GUISE“ by Vibia
- Red Dot Best of the Best Award 2018 for the product „GUISE“ by Vibia

### 2017
- Ehrenmitgliedschaft Deutscher Designer Club[7]

### 2016
- Red Dot Best of the Best Award für Kaminofen „Logastyle Lucrum“[8]
- German Design Award 2016 for the project „LOGASTYLE LUCRUM“ by Buderus

### 2015
- Red Dot Award 2015, for the product „YARD“ Lounge chair by EMU
- Wallpaper* Design Award, Best grid for the product „YARD“ Armchair by EMU

### 2011
- 2011 2 × Red Dot Best of the Best Award[9] für „Chassis“ und „Homme“

### 2007
- 2007 Materialica Design & Technology Award

### 2006
- Designpreis der Bundesrepublik Deutschland in Silber (2006) für sein für Thomas gestaltetes Oven-to-table Programm (feuerfestes Geschirr)

### 2004
- interior innovation award der internationalen Möbelmesse imm cologne (2004)
- Internationaler Designpreis Baden-Württemberg, GER (2004) »Genio« + »Tema«[10]
- Die Gute Industrieform / iF, GER (2004) »Genio« + »Tema«

### 2002
- Bayerischer Staatspreis für Nachwuchsdesigner (2002)
- Design Report Award (2002)